# Irak
Republika Irak je država u jugozapadnoj Aziji. Obuhvaća područje Mezopotamije između rijeka Eufrat i Tigris i susjedna planinska i pustinjska područja. Na jugoistoku kratkom obalom (58 km) izlazi na Perzijski zaljev. Na jugu graniči s Kuvajtom i Saudijskom Arabijom, na zapadu s Jordanom i Sirijom, na sjeveru s Turskom i na sjeveru i istoku s Iranom.
Stanovništvo Iraka nije etnički i vjerski homogeno, iako je Islam najzastupljenija religija i pripada mu više od 95 % stanovništva. Tri dominantne zajednice su Arapi-šijiti (oko 60 % stanovništva), Arapi-suniti (oko 20 %) i Kurdi (oko 15 %).

## Povijest
Nakon što je vojnom akcijom srušen režim dotadašnjeg predsjednika Saddama Huseina Irak se od travnja 2003. do lipnja 2004. nalazio pod okupacijom međunarodne koalicije pod vodstvom SAD-a. Dana 28. lipnja 2004. vlast je predana privremenoj iračkoj vladi koja je 30. siječnja 2005. provela izbore za Prijelaznu skupštinu. Američke, britanske i snage nekoliko drugih zemalja i dalje su u velikom broju prisutne u Iraku i bore se protiv iračkih gerilaca koji se protive okupaciji ili teže stvaranju islamske države.
Iračko gospodarstvo se temelji na proizvodnji nafte. Proizvodnja nafte trenutno je ograničena zbog oštećenja infrastrukture za ekstrakciju i transport i nesigurnosti u zemlji.

## Geografija i priroda
Visoke planine, riječni krajobrazi, pustinja i uzak dio morske obale dominante su reljefne cjeline iračkoga pejzaža.

### Planine
Na sjeveroistoku Iraka, iz susjedne Turske, u ovu se zemlju pruža planinski lanac Taurus, a na istoku, iz smjera Irana, lanac Zagros, Iransko gorje. Ovi su planinski lanci uglavnom strmi i goli, a njihovi vrhovi premašuju visinu od 3000 metara. Prema središtu zemlje, planine postaju sve niže i prelaze u dolinu rijeka Eufrat i Tigris

### Eufrat i Tigris
Regija između rijeka Eufrata i Tigrisa naziva se Mezopotamija i predstavlja žitnicu bliskoistočnih zemalja. Rijeke teku kroz Irak sa sjeverozapada prema jugoistoku. Središnji dijelovi njihovih tokova natapaju polja i plantaže agruma i palmi datulja podignute na mjestu posječenih šuma u kojima su najzastupljenija bila stabla hrasta, platana, vrbe i topole. Donje tokove ovih rijeka prate močvarna područja s puno trstike koja su stanište brojnih ptica selica. Oko 150 kilometara sjeverno od ušća u Perzijski zaljev Eufrat i Tigris se spajaju u rijeku Sat al-Arab. Iračka morska obala duga je oko 60 kilometara. Na zapadu toka rijeke Eufrat reljef se postupno uspinje prelazeći u Sirijsku pustinju, koja se prostire i po susjednim zemljama. U ovom prirodnom prostoru vegetacija je pustinjska s tek pokojim grmom trave ili trnovitim trajnicama.

### Klima
Irak se nalazi u suhoj klimatskoj zoni. Ljeta su vruća i s malo padalina, a zime blage i vlažne. Dok u Sirijskoj pustinji mogu proći godine a da ne padne kiša, u planinskoj regiji na sjeveroistoku zemlje zimi pada snijeg. Godišnja količina padalina u ovom području prelazi 1000 milimetara, dok je u Mezopotamiji uglavnom manja od 30 milimetara. U Bagdadu, glavnom gradu zemlje, koji je smješten u njezinu središtu, prosječna temperatura u siječnju iznosi 9°C, a u srpnju 33°C. Temperature nerijetko ljeti pređu 50°C.

## Provincije u Iraku
Irak je podijeljen u 18 provincija (Arapski: muhafadhat, jednina - muhafadhah, Kurdski: پاریزگه Pârizgah). Provincije se dalje dijele u distrikte - qadhas.
| 1. Baghdad 2. Salah ad Din 3. Diyala 4. Wasit 5. Maysan 6. Al Basrah 7. Dhi Qar 8. Al Muthanna 9. Al-Qādisiyyah | 1. Babil 2. Karbala 3. An Najaf 4. Al Anbar 5. Ninawa 6. Dahuk 7. Arbil 8. At Ta'mim (Kirkuk) 9. As Sulaymaniyah |  |

## Vanjske poveznice
Sestrinski projekti
|  | Zajednički poslužitelj ima stranicu o temi Irak    |
|  | Zajednički poslužitelj ima još gradiva o temi Irak |
|  | Wječnik ima rječničku natuknicu Irak               |